# 이영재 (대학 교수)
이영재는 대한민국의 희극인, 대학 교수이다. 1991년 대학개그제 금상을 수상하였다.

## 학력
- 세종대학교 대학원 공연예술학 박사과정 수료

## 방송
- KBS 개그콘서트
- KBS 시사터치 코미디파일
- KBS 한바탕 웃음으로
- KBS 유머1번지